# Ceriomura
Genre
Synonymes
- Omura Peckham & Peckham, 1894 nec Walker, 1870

Ceriomura est un genre d'araignées aranéomorphes de la famille des Salticidae.

## Distribution
Les espèces de ce genre se rencontrent en Amérique du Sud.

## Liste des espèces
Selon World Spider Catalog (version 24, 14/03/2023) :
- Ceriomura casanare Galvis, 2017
- Ceriomura cruenta (Peckham & Peckham, 1894)
- Ceriomura damborskyae Rubio & Baigorria, 2016
- Ceriomura intaca Rubio, Baigorria & Stolar, 2023
- Ceriomura lacinia Rubio, Baigorria & Stolar, 2023
- Ceriomura momilensis Suarez-Martinez, Nadal, Bedoya-Róqueme & Quirós-Rodríguez, 2022
- Ceriomura perita (Peckham & Peckham, 1894)

## Systématique et taxinomie
Omura Peckham & Peckham, 1894, préoccupé par Omura Walker, 1870, a été remplacé par Ceriomura par Simon en 1901.

## Publications originales
- Simon, 1901 : Histoire naturelle des araignées. Paris, vol. 2, p. 381-668 (intégral).
- Peckham & Peckham, 1894 : « Spiders of the Marptusa group. » Occasional Papers of the Natural History Society of Wisconsin, vol. 2, no 2, p. 85-156 (texte intégral).